# اندرو هاویل
اَندرو هاویل (انگلیسی: Andrew Havill؛ زادهٔ ۱ ژوئن ۱۹۶۵) بازیگر اهل بریتانیا است.
از فیلم‌ها یا برنامه‌های تلویزیونی که وی در آن نقش داشته‌است، می‌توان به پوآرو، مأموران مخفی، آدمکشان میدسامر، دکتر هو، شاهد خاموش، شهر هالبی، تودورها، شرلوک، پدر براون، ورا، ویکتوریا، جنگ ستارگان: خیزش اسکای‌واکر، پادشاه، طلا، قانون کودکان، دخترعموی من ریچل، ارتش بابا، مدار بسته، بینوایان، بلوار لندن، نیکلاس نیکلبی، وایلد، بازسازی، دانتون ابی، بازی تقلید، کلاود اطلس، بانوی آهنی، سخنرانی پادشاه، بیداری، سیلویا، قلب من، دوک و رسوایی در بلگراویا اشاره کرد.